# 日泽城堡

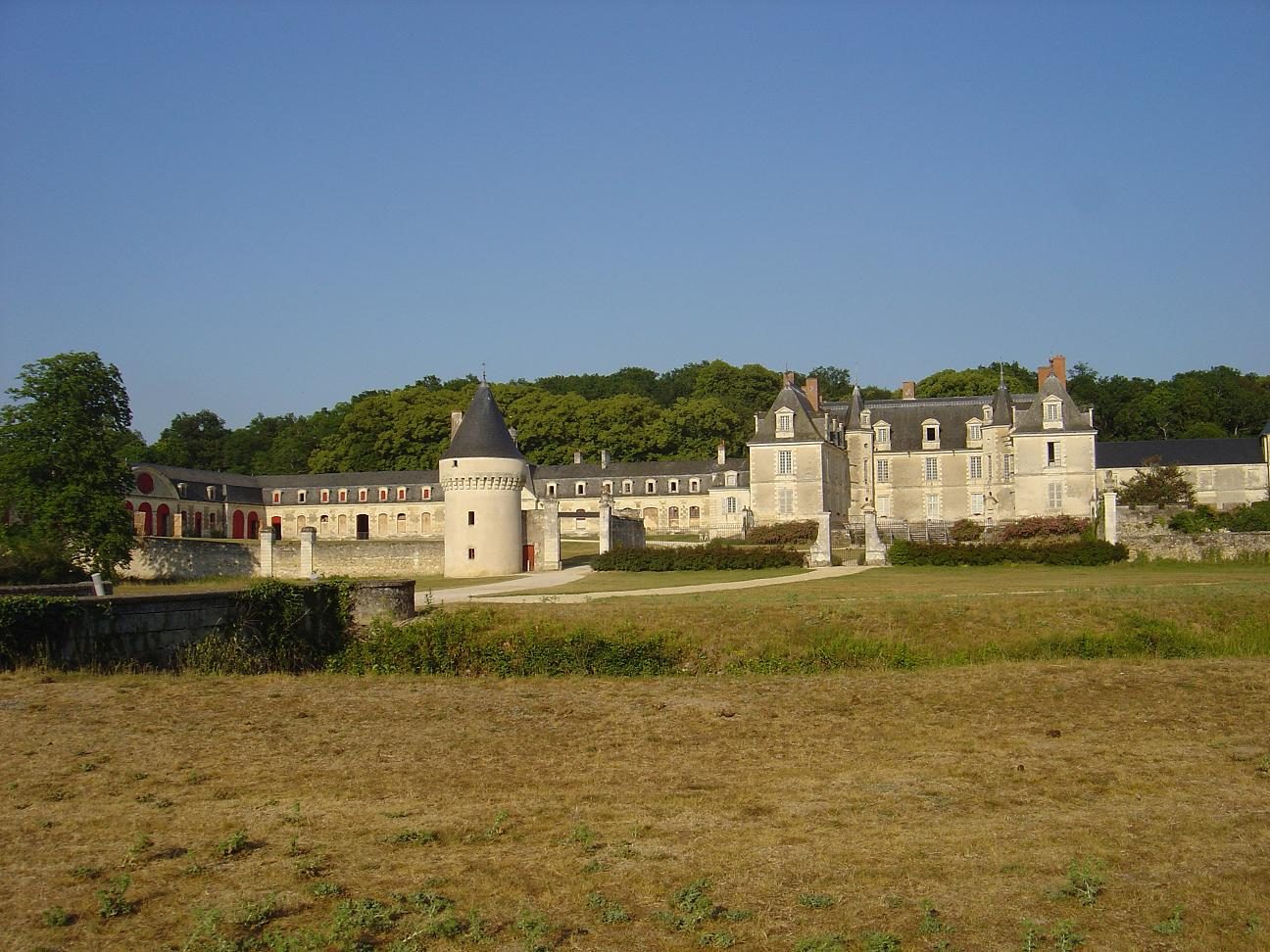
日泽城堡

日泽城堡（Château de Gizeux）是卢瓦尔河谷城堡群中的一座，位于法国安德尔-卢瓦尔省的日泽，距离布尔格伊以北约15公里，距离索米尔25公里，在昂热和图尔的中间，位于卢瓦尔-安茹-图赖讷区域自然公园（Parc naturel régional Loire-Anjou-Touraine）的中心。此地原为安茹行省的一部分，今天则划入图赖讷地区。
其历史可以追溯到中世纪，建于14世纪的一座城堡遗址上，但此后发生了很大变化，尤其是在法国文艺复兴和启蒙时代期间。
日泽城堡长达250米，是图赖讷地区最长的城堡。